# What the Hell
Singles de Avril Lavigne
Alice
(2010) Smile
(2011)
What the Hell est une chanson de la chanteuse canadienne Avril Lavigne. Le titre a été écrit par Avril Lavigne, Max Martin et Shellback pour le quatrième album studio d'Avril Lavigne Goodbye Lullaby. La chanson a été publiée en single au Canada et aux États-Unis le 11 janvier 2011.
En novembre 2010, Avril Lavigne annonça via un blog sur son site officiel, que son quatrième album, Goodbye Lullaby, a été terminé depuis un an et cita sa maison de disques comme la raison du retard de l'album. Elle révéla dans le blog que What the Hell serait le premier single de l'album. La chanson a été interprétée la première fois le 31 décembre 2010 à l'émission Dick Clark's New Year's Rockin' Eve with Ryan Seacrest pendant la partie pré-enregistrée avec une performance de Girlfriend.

## Liste des titres
| 1. | What the Hell | Avril Lavigne, Max Martin, Shellback | 3:39 |

| 1. | What the Hell                | 3:39 |
| 2. | What the Hell (instrumental) | 3:38 |

| 1. | What the Hell                | Avril Lavigne, Max Martin, Shellback |  |
| 2. | Alice                        | Avril Lavigne                        |  |
| 3. | What the Hell (instrumental) | Avril Lavigne, Max Martin, Shellback |  |

## Charts & Certification
| Pays               | Chart                  | Meilleure position | Réf    |
| ------------------ | ---------------------- | ------------------ | ------ |
| Australie          | ARIA Charts            | 6                  | [ 4 ]  |
| Canada             | Canadian Hot 100       | 8                  | [ 5 ]  |
| Belgique           | Ultratop 50 (Flandres) | 16                 | [ 6 ]  |
| Belgique           | Ultratop 40 Wallonie)  | 13                 | [ 7 ]  |
| États-Unis         | Billboard Hot 100      | 11                 | [ 8 ]  |
| États-Unis         | Mainstream Top 40      | 38                 | [ 8 ]  |
| États-Unis         | Hot Digital Songs      | 6                  | [ 8 ]  |
| France             | SNEP                   | 18                 | [ 9 ]  |
| Irlande            | Irish Singles Chart    | 30                 | [ 10 ] |
| Japon              | Japan Hot 100          | 2                  | [ 11 ] |
| Nouvelle-Zélande   | Rianz                  | 5                  | [ 12 ] |
| Pays-Bas           | MegaCharts             | 51                 | [ 13 ] |
| République tchèque | IFPI                   | 11                 | [ 14 ] |
| Royaume-Uni        | UK Singles Chart       | 16                 | [ 15 ] |
| Suède              | Sverigetopplistan      | 51                 | [ 16 ] |
| Suisse             | Swiss Charts           | 18                 | [ 17 ] |

| Pays      | Chart       | Certifié | Réf   |
| --------- | ----------- | -------- | ----- |
| Australie | ARIA Charts | Or       | [ 4 ] |

## Sortie et format
| Pays        | Date            | Label            | Format           |
| ----------- | --------------- | ---------------- | ---------------- |
| France      | 10 janvier 2011 | RCA Records      | Digital download |
| Mexique     | 10 janvier 2011 | RCA Records      | Digital download |
| Canada      | 11 janvier 2011 | RCA Records      | Digital download |
| États-Unis  | 11 janvier 2011 | RCA Records      | Digital download |
| Royaume-Uni | 16 janvier 2011 | RCA Records      | Digital download |
| Japon       | 2 février 2011  | Sony Music Japan | CD Single        |
| Allemagne   | 25 février 2011 | RCA Records      | CD Single        |